# Żaba (powieść)
Żaba – szesnasty tom cyklu Jeżycjada. Powieść autorstwa Małgorzaty Musierowicz, z ilustracjami autorki, wydana w 2005.

## Krótko o treści
Akcja powieści rozgrywa się w Poznaniu i okolicach od 1 maja do 1 czerwca 2004 roku.
Główną bohaterką jest Hildegarda Schoppe, zwana przez wszystkich Żabą. Jest ona niezbyt wysoką blondynką z krótko obciętymi włosami i zielonymi oczami, ukrytymi za szkłami okularów. Ma dwóch braci: Fryderyka i Wolfganga Amedeusza, zwanego Wolfim. Pierwszy z nich wyjechał do Houston i zostawił Różę Pyziak samą w ciąży, a drugi, zapominając wyłączyć żelazka, spalił Hildegardzie cały pokój.
Tego samego dnia syn Anieli Kowalik, Piotr Żeromski, szkolny kolega Żaby, po spowodowanym przez siebie wypadku zabiera poturbowaną Hildegardę do gabinetu doktor Idy Pałys, ciotki porzuconej Pyzy. Żaba w ten sposób dowiaduje się o dziecku Róży, którego ojcem jest jej rodzony brat - Fryderyk. Chce nakłonić go do powrotu do ojczyzny, a ściślej do jego dziecka i dziewczyny. W swoją intrygę wciąga Piotra.

## Bohaterowie
- Hildegarda Schoppe zwana Żabą – 15-latka, siostra Fryderyka i Wolfganga Amadeusza. Osoba bardzo zrównoważona, spokojna i niezdecydowana. Ceni bardzo swoją rodzinę (zwłaszcza najstarszego brata) i próbuje wszystkim pomóc.
- Piotr Żeromski – syn Anieli i Bernarda, ma brata bliźniaka; podoba mu się Żaba, bardzo się do niej zbliżył po wypadku, który nieumyślnie spowodował.
- Wolfgang Amadeusz Schoppe zwany Wolfi – brat Żaby i Fryderyka; roztrzepany i wesoły chłopak, szybko zakochał się w Laurze.
- Laura Pyziak zwana Tygrysem – młodsza córka Gabrysi i Janusza; maturzystka; bez celu w życiu i większych ambicji; gdy poznaje Wolfiego szybko się w nim zakochuje.
- Róża Pyziak – starsza córka Gabrysi i Janusza; studentka astronomii; przerwała studia z powodu ciąży z Fryderykiem, który wyjechał do Stanów; nie traci pogody ducha, nie chowa urazy do rodziny narzeczonego, szybko wybacza Fryderykowi.
- Aurelia Bitner (z domu Jedwabińska) – główna bohaterka powieści Opium w rosole i Dziecko piątku (tu też tytułowa), żona scenografa, Konrada Bitnera, polonistka i ulubiona nauczycielka Hildegardy.
- Bogna Sznytek – wychowawczyni Hildegardy i Piotra; deklaruje, że ona „też kiedyś kochała młodzież” i jest przekonana o jej degradacji moralnej.